# セバスティアン・ルディ
セバスティアン・ルディ（Sebastian Rudy, 1990年2月28日 - ）は、西ドイツ・フィリンゲン＝シュヴェニンゲン出身の元サッカー選手。現役時代のポジションはミッドフィールダー。

## クラブ経歴
2003年からVfBシュトゥットガルトのユースチームに所属し、2007年にリザーブチームに昇格し、2008年8月2日に1.FCウニオン・ベルリン戦でプロデビューを果たした。2008年の夏にトップチーム昇格した。
2010年8月23日、TSG1899ホッフェンハイムに移籍。2016-17シーズンにはクラブ最高順位となる4位でフィニッシュしUEFAチャンピオンズリーグ出場権獲得に貢献した。
2017年1月15日、2016-17シーズン終了後にバイエルン・ミュンヘンへ加入することが内定した。7月30日、正式に3年契約を結び入団会見を行った。
2018年8月27日、シャルケに4年契約で完全移籍。
2019年7月31日、TSG1899ホッフェンハイムに期限付き移籍することが発表された。
2020年10月5日、TSG1899ホッフェンハイムにシーズン終了までの期限付き移籍することが発表された。
2021年6月28日、TSG1899ホッフェンハイムと2年契約で完全移籍。
2023年9月27日、現役引退を表明した。

## 代表経歴
ドイツ代表として各年代で招集された。2014年5月13日に行われたポーランド代表との親善試合でA代表初出場を果たした。
UEFA EURO 2016のドイツ代表メンバー候補であったが、落選した。
2017年5月、ロシアで開催されるFIFAコンフェデレーションズカップ2017の代表メンバーに選出された。

## 代表歴

### 出場大会
- U-17ドイツ代表
  - 2007年 - FIFA U-17ワールドカップ
- U-21ドイツ代表
  - 2013年 - UEFA U-21欧州選手権
- ドイツ代表
  - 2017年 - FIFAコンフェデレーションズカップ
  - 2018年 - FIFAワールドカップ

### 試合数
- 国際Aマッチ 29試合 1得点（2014年-2019年）[10]

| ドイツ代表 | 国際Aマッチ | 国際Aマッチ |
| 年         | 出場        | 得点        |
| ---------- | ----------- | ----------- |
| 2014       | 5           | 0           |
| 2015       | 4           | 0           |
| 2016       | 3           | 0           |
| 2017       | 12          | 1           |
| 2018       | 3           | 0           |
| 2019       | 2           | 0           |
| 通算       | 29          | 1           |

### 得点
| #  | 開催年月日    | 開催地                       | 対戦国         | スコア | 結果 | 試合概要                                |
| -- | ------------- | ---------------------------- | -------------- | ------ | ---- | --------------------------------------- |
| 1. | 2017年10月5日 | 北アイルランド、ベルファスト | 北アイルランド | 0-1    | 3-1  | 2018 FIFAワールドカップ・ヨーロッパ予選 |

## タイトル

### クラブ
バイエルン・ミュンヘン
- DFLスーパーカップ：2017, 2018
- ブンデスリーガ：2017-18

### 代表
- FIFAコンフェデレーションズカップ：2017